# Mehatpur Basdehra
Mehatpur Basdehra is een nagar panchayat (plaats) in het district Una van de Indiase staat Himachal Pradesh. 

## Demografie
Volgens de Indiase volkstelling van 2001 wonen er 8.686 mensen in Mehatpur Basdehra, waarvan 54% mannelijk en 46% vrouwelijk is. De plaats heeft een alfabetiseringsgraad van 66%. 